# Tara Moore
Tara Moore (ur. 6 sierpnia 1992 w Hongkongu) – brytyjska tenisistka.

## Kariera tenisowa
Starty w zawodowych turniejach zaczęła w sierpniu 2006 roku, biorąc udział w turnieju rangi ITF w Ekwadorze. Pierwszy sukces odniosła w 2008 roku, wygrywając turniej ITF we Frinton, gdzie w finale gry pojedynczej pokonała Monę Barthel. W sumie wygrała dziewięć turniejów singlowych i szesnaście deblowych tej rangi.
W 2008 roku wzięła udział w kwalifikacjach do turnieju wielkoszlemowego w Wimbledonie, ale odpadła w pierwszej rundzie, ulegając Oldze Puczkowej. W czerwcu 2012 roku zagrała po raz pierwszy w turnieju WTA w Birmingham, w którym pokonała w pierwszej rundzie Ivetę Benešovą. W tym samym roku zagrała w turnieju głównym na Wimbledonie, w grze podwójnej, ale odpadła w pierwszej rundzie (partnerką była Melanie South), przegrywając z parą Mirjana Lučić–Walerija Sawinych.
W kwietniu 2013 roku osiągnęła drugą setkę światowego rankingu WTA, plasując się na miejscu 200.
W zawodach cyklu WTA Tour Brytyjka osiągnęła dwa finały w grze podwójnej. W 2016 roku wspólnie z Conny Perrin przegrały 1:6, 6:7(5) z deblem Verónica Cepede Royg–María Irigoyen w meczu o tytuł w Rio de Janeiro. W sezonie 2022 razem z Eminą Bektas uległy 6:4, 4:6, 9–11 Astrze Sharmie i Aldili Sutjiadi w finale w Bogocie.
W 2022 roku została tymczasowo zawieszona z powodu wykrycia w jej organizmie sterydów anabolicznych i ich metabolitów.

## Życie prywatne
W przeszłości spotykała ze szwajcarską tenisistką i jej partnerką deblową Conny Perrin. Następnie zawarła związek małżeński z amerykańską tenisistką Eminą Bektas.

## Finały turniejów WTA
| Legenda                     | Legenda |
| --------------------------- | ------- |
| Wielki Szlem                |         |
| Igrzyska olimpijskie        |         |
| WTA Tour Championships      |         |
| 2009 – 2020                 |         |
| WTA Premier Mandatory       |         |
| WTA Premier 5               |         |
| WTA Premier                 |         |
| WTA International Series    |         |
| WTA 125K series (2012–2020) |         |
| od 2021                     |         |
| WTA 1000 (obowiązkowe)      |         |
| WTA 1000 (nieobowiązkowe)   |         |
| WTA 500                     |         |
| WTA 250                     |         |
| WTA 125                     |         |

### Gra podwójna 2 (0–2)
| Końcowy wynik | Nr | Data            | Turniej        | Nawierzchnia | Partnerka    | Przeciwniczki                       | Wynik finału   |
| ------------- | -- | --------------- | -------------- | ------------ | ------------ | ----------------------------------- | -------------- |
| Finalistka    | 1. | 20 lutego 2016  | Rio de Janeiro | Ceglana      | Conny Perrin | Verónica Cepede Royg María Irigoyen | 1:6, 6:7(5)    |
| Finalistka    | 2. | 9 kwietnia 2022 | Bogota         | Ceglana      | Emina Bektas | Astra Sharma Aldila Sutjiadi        | 6:4, 4:6, 9–11 |

## Wygrane turnieje rangi ITF
| turnieje z pulą nagród 100 000 $ |
| turnieje z pulą nagród 75 000 $  |
| turnieje z pulą nagród 50 000 $  |
| turnieje z pulą nagród 25 000 $  |
| turnieje z pulą nagród 15 000 $  |
| turnieje z pulą nagród 10 000 $  |

### Gra pojedyncza
|    | Data       | Turniej        | Kat. | ($)    | Naw.      | Finalistka       | Wynik            |
| 1. | 19/07/2008 | Frinton        | ITF  | 10 000 | trawiasta | Mona Barthel     | 7:5, 6:1         |
| 2. | 01/08/2010 | Chiswick       | ITF  | 10 000 | twarda    | Amy Bowtell      | 6:3, 6:4         |
| 3. | 13/11/2011 | Loughborough   | ITF  | 10 000 | twarda    | Myrtille Georges | 7:6(5), 5:7, 6:4 |
| 4. | 20/01/2013 | Glasgow        | ITF  | 10 000 | twarda    | Myrtille Georges | 6:4, 6:1         |
| 5. | 27/01/2013 | Preston        | ITF  | 10 000 | twarda    | Amy Bowtell      | 7:6(2), 6:1      |
| 6. | 24/02/2013 | Surprise       | ITF  | 25 000 | twarda    | Louisa Chirico   | 6:3, 6:1         |
| 7. | 19/01/2014 | Glasgow        | ITF  | 10 000 | twarda    | Myrtille Georges | 6:3, 6:1         |
| 8. | 10/01/2016 | Antalya        | ITF  | 10 000 | ziemna    | Anne Schäfer     | 2:6, 7:5, 6:0    |
| 9. | 08/04/2018 | Szarm el-Szejk | ITF  | 15 000 | twarda    | Eleni Kordolaimi | 6:0, 6:1         |